# 鼎東客運
鼎東汽車客運股份有限公司，簡稱鼎東客運，前身為「安榮客運」及「興東客運」。因台灣省政府交通處指示合併成立「鼎東客運」，但內部仍各自經營而分為山線（原安榮客運，施水波家族）、海線（原興東客運，蔡炳輝家族）。
時任山線業主施孟宏於2014年提交分割申請
，2022年8月1日起拆分成兩家公司，海線由興東客運承接，山線由東台灣客運承接。

## 外部連結
- 鼎東客運山線營運區 （页面存档备份，存于）（繁體中文）
- 鼎東客運海線營運區 （页面存档备份，存于）（繁體中文）